# Christuskirche (Žatec)

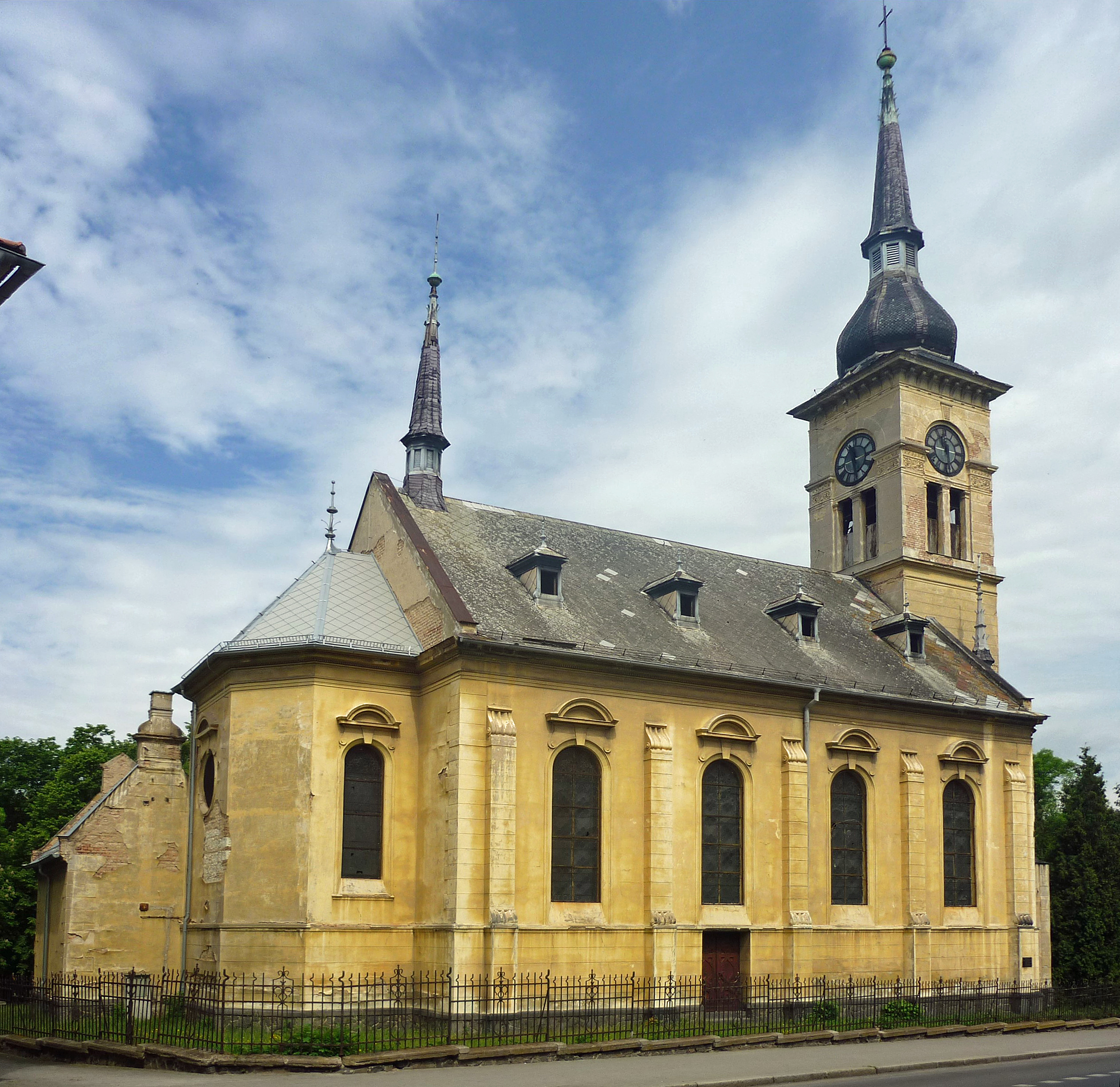
Evangelische Kirche Žatec

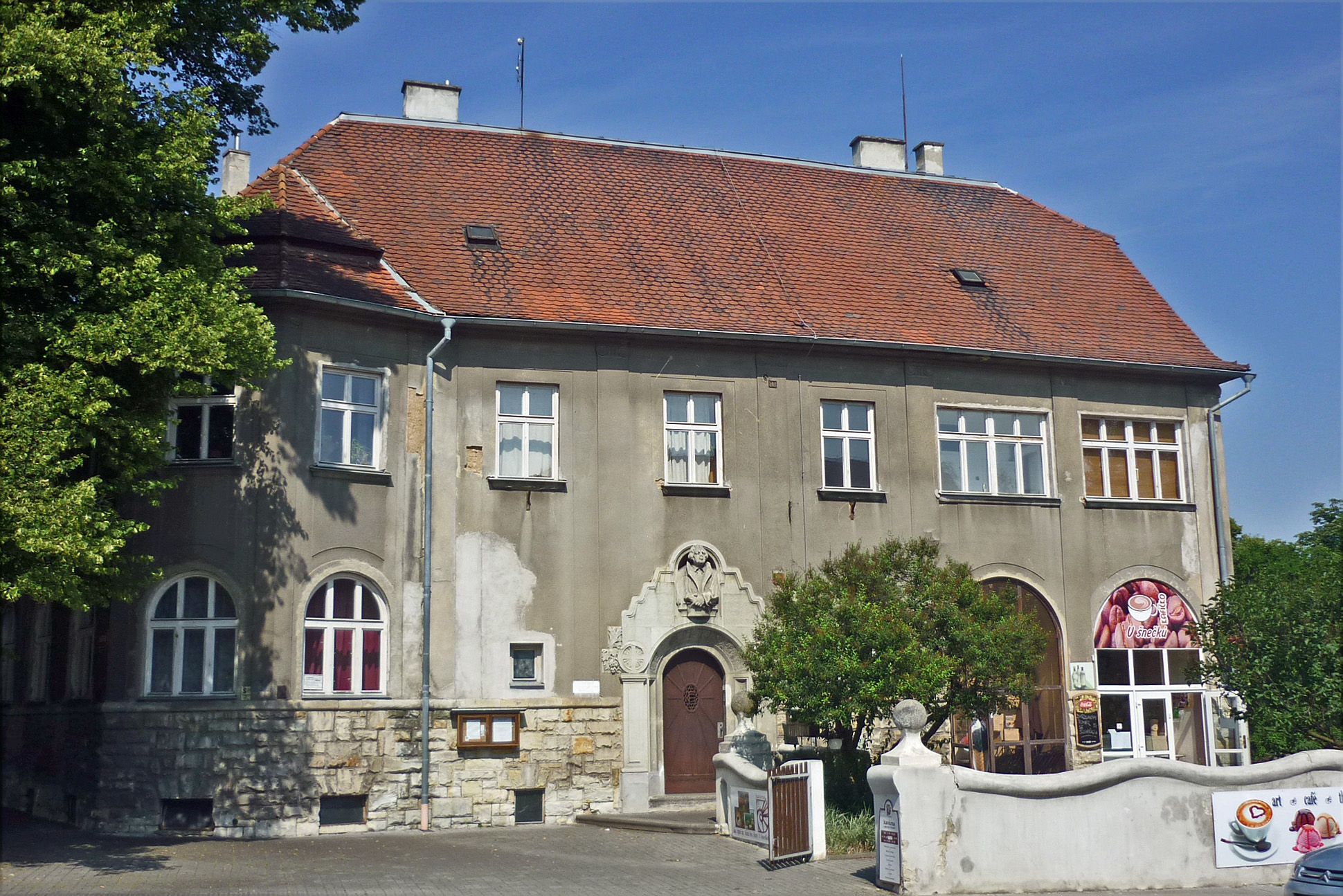
Pfarrhaus

Die Christuskirche ist die evangelisch-lutherische Pfarrkirche von Žatec (deutsch Saaz), einer Stadt im Bezirk Laun in der Aussiger Region im Nordwesten Tschechiens. Bis 1918 bildete sie Teil der Evangelischen Superintendentur A. B. Westböhmen, bis 1945 gehörte sie der Deutschen Evangelischen Kirche in Böhmen, Mähren und Schlesien, seither der Evangelischen Kirche der Böhmischen Brüder an.

## Geschichte und Architektur
Im 15. Jahrhundert war die Stadt Saaz ein Zentrum der Waldenserbewegung wie auch der deutschen Hussiten. Hier weihte der waldensische Bischof Friedrich Reiser um 1450 Matthäus Hagen zum Priester; beide erlitten 1458 den Märtyrertod. Aus Saaz stammt auch Gallus Cahera, von 1523 bis 1529 Administrator der utraquistischen Kirche. 1521 hielt sich der Reformator Thomas Müntzer in der Stadt auf, die bis zum protestantischen Ständeaufstand in Böhmen (1618) mehrheitlich dem evangelisch-lutherischen Glauben angehörte. Mit dem Beginn des Dreißigjährigen Kriegs und dem Einsetzen der Gegenreformation kam um 1620 die reformatorische Bewegung in Saaz zu ihrem vorläufigen Ende.
Erst im ausgehenden 19. Jahrhundert etablierte sich, von Sachsen ausgehend, durch das Wirken des Gustav-Adolf-Vereins wieder das Luthertum in Saaz. Durch Vermittlung des Dresdner Pfarrers Franz Blanckmeister erarbeitete der Dresdner Architekt Ernst Fleischer die Pläne für den Bau einer evangelischen Kirche, einen im Stil der Neorenaissance errichteten vierjochigen Saalbau mit Polygonalchor und vorgestelltem Turmbau. Die Ausführung des Projekts mit mäßigen Abänderungen übernahm 1897 bis 1898 der örtliche Baumeister Josef Petrovsky. Hauptinitiator und Stifter des Baus war Moritz Lüdersdorf (1844–1923), der Inhaber einer Kartonagenfabrik und spätere Vorsteher der evangelischen Gemeinde Saaz. Nach Fertigstellung des Kirchenbaus erfolgte 1908 die Pfarrgründung. Das Pfarrhaus der evangelisch-lutherischen Kirche in erbaute 1911–1912 Josef Petrovsky nach einem Entwurf des aus Saaz stammenden Mödlinger Architekten Karl Lehrmann.